# Džoudžuang
Džoudžuang (kitajsko: 周庄; pinjin: Zhōuzhuāng; Wu: Tseu-zaon) je vodno mesto, znano po svojih kanalih, v provinci Džjangsu na Kitajskem. Je znotraj upravnega območja Kunšan, 30 km jugovzhodno od središča mesta Sudžov.
Džoudžuang je priljubljena turistična destinacija, ki jo je Kitajska nacionalna turistična uprava uvrstila med slikovita območja AAAAA. Znano je po svojem bogatem kulturnem ozadju, dobro ohranjenih starodavnih stanovanjskih hišah in elegantnih vodnih razgledih. Članek iz leta 2017 v reviji Smithsonian je Džoudžuang opisal kot »najbolj znano in najbolj komercializirano starodavno vodno mesto na Kitajskem«, pri čemer je bilo ugotovljeno, da njegova arhitektura »sega več kot 900 let nazaj, s približno 60 originalnimi opečnimi loki in 100 originalnimi dvorišči.« Imenujejo ga tudi Benetke vzhoda.
CNN je leta 2017 Džoudžuang uvrstil na tretje mesto najlepših vodnih mest na Kitajskem in ga leta 2019 vključil v svojo zbirko 13 najbolj slikovitih mest v Aziji.

## Zgodovina
V obdobju pomladi in jeseni (770 pr. n. št.–476 pr. n. št.) je bil Džoudžuang del fevda Jaočeng in se je imenoval Dženfengli. Potem ko ga je leta 1086 v času dinastije Severni Song (960–1127) pobožni budist Džov Digong podaril templju Polne sreče (Čuanfu), je Džoudžuang dobil svoje sedanje ime.

## Znamenitosti

### Dvojni mostovi/Dvojni mostovi (Shuang Qiao)
Džoudžuang je obdan z jezeri in rekami ter razdeljen z njimi. Številni kamniti mostovi prečkajo reke in ponujajo značilne razglede na vodno mesto. Dvojna mostova, most Šide in most Jongan, sta najbolj znana in veljata za simbol Džoudžuanga. Dvojna mostova, zgrajena v obdobju Vanli (1573–1619) dinastije Ming, sta na severovzhodu mesta. Most Šide je vzhodno-zahodni in ima okrogel lok, most Jongan pa severno-južni in ima kvadratni lok. Dvojna mostova, ki prečkata dve križajoči se reki (potok Jindzi in reko Nabeiši) in se povezujeta na sredini, sta videti kot staromodni kitajski ključ. Leta 1984 je bilo v newyorški galeriji Armanda Hammerja, takratnega predsednika korporacije Occidental Petroleum, razstavljenih 38 platen znanega slikarja Čen Jifeija. Spomin na domači kraj, znan tudi kot Spomin na mojo domovino, ki je upodabljal dvojna mostova, je bil eden od razstavljenih eksponatov in je pritegnil mednarodno pozornost.

### Most Fuan
Most Fuan, ki stoji na vzhodnem koncu Džongši Džje, je bil zgrajen leta 1355 v času dinastije Juan. Edinstvena značilnost Fuana je popolna kombinacija enoločnega mostu in mostnih stolpov.

### Hiša Šenting
Hiša Šenting, zgrajena leta 1742 in stoji na jugovzhodni strani mostu Fuan, je bila zasebna last potomca Šen Vansana, prvega milijonarja iz Džjangnana (južno od reke Jangce) v zgodnji dinastiji Ming. Celoten arhitekturni kompleks je v slogu dinastije Čing in zavzema površino več kot 2000 kvadratnih metrov (pol hektarja). Več kot 100 sob je razdeljenih v tri dele, vsak od njih pa je povezan z arkadami in hodniki. Prvi so vodna vrata in pomol, kjer je Šenova družina privezovala čolne in prala oblačila. Srednji del vključuje stolp z vrati, čajnico in glavno dvorano. Opečen stolp z vrati, izrezljan z živahnimi in domiselnimi figurami, ki pripovedujejo zgodovinske zgodbe ali izražajo dobre želje, ga uvršča med redke umetnine. Čajnica in glavna dvorana sta prostora za postrežbo gostov, oprema pa je zelo elegantna. Zadnji del je dvonadstropno bivališče, ki ga sestavlja več stavb, ki se precej razlikujejo od glavne dvorane, so udobnejše in prefinjene po vzorcu in vzdušju. Poslikana skulptura legendarnega Šen Vansana je v stolpu Datang; kulturne relikvije, vključno s starodavnimi ljudskimi instrumenti, so razstavljene v stolpu Šjaotang in zadnji dvorani.

### Hiša Džangting
Zgradili so jo potomci Šu Kuija v obdobju DŽengtong (1436–1449) dinastije Ming, v zgodnji dinastiji Čing pa jo je kupila družina Džang. Hiša Džangting, ki stoji južno od Dvojnih mostov, ima več kot 70 sob in zavzema približno 1800 kvadratnih metrov (manj kot pol hektarja). Skozi hišo teče reka Ruodžing in je elegantna stanovanjska hiša z mirnim dvoriščem in ribnikom. Dvorane ponujajo vpogled v življenjski slog nekdanjega lastnika.

### Stolp Milou
Stolp Milou, nekoč imenovan De's Tavern, stoji ob mostu Dženfeng, ki je na jugozahodnem vogalu Džoudžuanga. Znan je kot zbirališče literatov v starih časih.

### Tempelj Čengšu
Taoistični tempelj Čengšu, ki stoji na ulici Džongši na nasprotni strani mostu Pučing, je bil zgrajen med letoma 1086 in 1093 v dinastiji Song in je znan tudi kot Dvorana svetosti (Dvorana Šengtang). Po več obdobjih širitve je postal eden najbolj znanih taoističnih templjev v regiji Vudžong. Na površini 1500 kvadratnih metrov so dvorane Šengdi in Doumu ter paviljoni Juhuang, Venčang in Šengdi kosi taoistične arhitekture.

## Lokalna hrana
Najbolj znana lokalna hrana Džoudžuanga je svinjska krača Vansan, poimenovana po Šen Vansanu, najbogatejšem človeku v pozni dinastiji Juan in zgodnji dinastiji Ming v Džjangnanu.
Lepljive riževe kroglice Sanvei se običajno imenujejo glutenska juha. V območju Džjangnana so riževe kroglice okusna jed, ki jo vsaka družina pripravi doma.

## Galerija
- Dvojna mostova (Šuang Čjao)
- Dvojna mostova
- Čoln v Džoudžuangu, ki pluje po kanalu
- Kanal v Džoudžuangu

## External links
- Official Zhouzhuang web site